# 1489
Cette page concerne l'année 1489  du calendrier julien.
L'année 1489 est une année commune qui commence un jeudi.

## Asie

### Sultanat de Delhi (règne de Bahlul Lodi, puis de Sikandar Lodi)
Bahlul Lodi, noble pachtoune sunnite, régnant sur le sultanat de Delhi depuis 1451, est le fondateur de la dynastie des Lodi.
- 12 juillet : mort à Delhi de Bahlul Lodi (né vers 1405), au retour d’une expédition contre Gwalior
- 17 juillet : Sikandar Lodi succède à son père (fin du règne : 1517). 
  - durant son règne, il rétablit la domination du sultanat jusqu’au Bengale, concluant (1495) un traité avec le shah du Bengale Hussain Shah (en)[1].

### Sultanat de Bijapur (création par Yusuf Âdil Shâh)
Yusuf Âdil Shâh, officier au service du sultanat de Bahmanî, sur le plateau du Deccan, profite de son affaiblissement pour créer son propre sultanat à Bijapur (actuel Karnataka). L'origine de ce Yusuf Adil est controversée  : selon une tradition ancienne, il s'agirait d'un fils du sultan ottoman Mourad II (de 1421 à 1451), parti pour échapper à une exécution ordonnée par son frère Mehmed II (sultan de 1451 à 1481). 
- Yusuf Âdil Shâh s'empare de Bîjâpur et en fait la capitale d'un sultanat indépendant, fondant la dynastie des Adilshahides (en)[3], qui règne sur Bijapur jusqu'en 1686.

## Exploration et colonisation portugaises en Afrique
Depuis 1420, d'abord à l'initiative de l'infant Henri le Navigateur (1394-1460), les Portugais explorent l'océan Atlantique (Madère, Açores) et le littoral de l’Afrique, créant des comptoirs, notamment pour la traite des noirs (Arguin, Elmina). Ils atteignent l'Équateur en 1470 (île de Sao Tomé). En 1488, Bartolomeu Dias a découvert le cap de Bonne-Espérance, passage vers l’océan Indien et les Indes (il est de retour à Lisbonne en décembre 1488).
- 1489 ou 1490 : le cartographe Henricus Martellus Germanus (1440-1496) publie la première carte du monde indiquant un passage vers l'océan Indien au sud de l'Afrique[4].

## Europe

### France (règne de Charles VIII)

#### La question du duché de Bretagne
Le début du règne de Charles VIII (1483-1498) est marqué par la Guerre folle, puis par la guerre franco-bretonne. Vaincu à Saint-Aubin-du-Cormier en 1488, le duc de Bretagne François II meurt peu après en laissant le duché à sa fille Anne (11 ans).  
- 10 janvier : prise de Guingamp par l'armée française (Jean II de Rohan).
- 23 janvier : capitulation du château de Brest[5]. 
  - Anne de Bretagne cherche des appuis à l'étranger (Angleterre, Castille et Aragon, Maximilien d'Autriche).
- 10 février : couronnement comme duchesse d'Anne de Bretagne à Rennes[6].

#### Interventions de puissances étrangères dans la question bretonne
- 10 février : traité de Rennes entre le duché de Bretagne et l’Angleterre[6], parallèlement aux cérémonies du couronnement (ratifié par Henri VII le 1er avril).
- 14 février : traités de Dordrecht conclus par Maximilien d'Autriche, avec a) les souverains de Castille et d'Aragon ; b) le roi d’Angleterre Henri VII[6], en relation avec le traité anglo-breton du 10 février et c) un traité anglo-espagnol du 27 mars (Medina del Campo).
- 22 juillet : traité de Francfort entre Maximilien d'Autriche et Charles VIII[6] : en ce qui concerne la Bretagne, il s'agit d'un accord de trêve, selon lequel la cour de France en revient au traité du Verger (20 août 1488).
- 3 décembre : Anne de Bretagne ratifie le traité de Francfort[7].

### État bourguignon (règne de Philippe le Beau, régence de Maximilien d'Autriche)
L'État bourguignon, réduit par le traité d'Arras (1482) aux Pays-Bas bourguignons, est gouverné par Maximilien d'Autriche, veuf de la duchesse Marie de Bourgogne (fille de Charles le Téméraire), au nom de leur fils le duc Philippe le Beau, premier duc de Bourgogne de la maison de Habsbourg. Maximilien, fils de l'empereur Frédéric III, est aussi impliqué dans les guerres féodales dans le royaume de France sous le règne de Charles VIII, notamment dans le conflit autour de la succession du duc François II de Bretagne, mort en 1488. En 1489, il s'agit d'empêcher la prise de contrôle de la Bretagne et de sa jeune duchesse Anne (14 ans) par le roi de France.
- 14 février et 22 juillet : traités conclus par Maximilien au sujet de la Bretagne : voir la section « France »
- poursuite de la rébellion des villes de Flandre et de Brabant, commencée en 1487 (fin en 1491).
- poursuite de la rébellion du Jonker Frans (François de Bréderode, de la faction des Crochets) en Hollande, commencée en 1488 (prise de Rotterdam) : le stathouder Jean III d'Egmont obtient la capitulation de Rotterdam 
  - François de Bréderode et d'autres se réfugient dans les îles de Zélande (fin en 1490)
  - le maire de Rotterdam est condamné à mort, ainsi que Joris de Bréderode, cousin de François[8] .
- nomination du duc de Saxe Albert III comme lieutenant général de Maximilien pour les Pays-Bas bourguignons, chargé de lutter contre les rebelles, tandis que le régent est appelé dans l'Empire.

### Péninsule italienne (pontificat d'Innocent VIII)
- 26 février, Venise/Chypre : la reine Catherine Cornaro, héritière des Lusignan, abdique et cède le royaume de Chypre à la république de Venise (fin en 1571)[9]. Chypre devient un relais essentiel du commerce levantin et deviendra le centre d’affaires le plus important en l’Orient.
- 10 mars, Florence : Jean de Médicis, deuxième fils de Laurent le Magnifique, est nommé cardinal à l’âge de treize ans (intronisée le 10 mars 1492[10]).
- 13 mars, Rome/Empire ottoman : arrivée de Djem, frère de Bayezid II à Rome[11], comme otage acheté par Innocent VIII à Pierre d'Aubusson, grand maître de l'ordre de Saint-Jean de Jérusalem.
- 11 septembre, Rome/royaume de Naples : Innocent VIII excommunie Ferdinand Ier de Naples qui refuse de payer le tribut d'investiture au pape[12] ; il demande à Charles VIII de France d'intervenir en lui promettant le royaume de Naples en retour[13].

### Castille et Aragon (règnes d'Isabelle de Castille et Ferdinand II d’Aragon)
Isabelle de Castille et Ferdinand d’Aragon, mariés depuis 1469, mènent depuis 1482 la guerre contre le royaume de Grenade, depuis 1238 dernier État musulman dans la péninsule Ibérique.
- 26 mars : traité de Medina del Campo avec le roi d'Angleterre Henri VII[6], prévoyant notamment le mariage de Catherine d'Aragon avec Arthur Tudor (effectif en 1501), une alliance militaire contre la France et un accord douanier (ratifié seulement en septembre 1490 par Henri VII).
- 29 octobre : Tomás de Torquemada, président du tribunal du Saint-Office, établi en 1485, promulgue le code de l’Inquisition espagnole[14].
- 7 décembre : reddition d'Almería, où les Rois catholiques font leur entrée le 22[15].

### Angleterre (règne deHenri VII)
Le royaume d'Angleterre est sorti en 1485 de la guerre des Deux-Roses (commencée en 1455), par la victoire de la maison de Tudor, dont le premier représentant est Henri VII, au détriment de la maison d'York (Richard III).
- 27 mars : traité de Medina del Campo entre les Rois catholiques de Castille et d'Aragon et l'Angleterre[6].
- avril : soulèvement du Yorkshire[16], contre des impôts levés pour faire la guerre contre la France en Bretagne ; le 28 avril, les révoltés tuent le comte de Northumberland, Henry Percy, envoyé par le roi (sa mort est explicitement mise en relation avec la mort de Richard III) ; Henri VII, après une répression limitée, renonce à son projet fiscal.
- sd : premières mesures pour limiter les « enclosure » (clôture des pâturages par les seigneurs aux dépens des biens communaux[17] des villageois).

### Saint-Empire (règne de Frédéric III; Maximilien d'Autriche, roi des Romains)
Le Saint-Empire romain germanique regroupe plusieurs centaines d'entités féodales, dont plusieurs dizaines sont des États souverains. L'empereur a, en tant que tel, un pouvoir limité. Mais Frédéric III (1452-1493) est aussi le chef de la maison de Habsbourg, et détient à ce titre plusieurs fiefs notamment en Autriche, Autriche antérieure et Alsace. Son fils Maximilien (1459-1519), élu roi des Romains en 1486, est le successeur présomptif de Frédéric III sur le trône impérial.
- 22 juillet : traité conclu à Francfort entre Maximilien et le roi de France Charles VIII (voir section « France »)

### Pologne et Lituanie (règne de Casimir IV depuis 1447 et 1440)
Le royaume de Pologne et le grand-duché de Lituanie ont souvent le même souverain, mais ce n'est pas encore systématique.
- 21 mars : le roi de Pologne et grand-duc de Lituanie Casimir IV (1427-1492) conclut un traité pour deux ans avec le sultan ottoman Bayézid II[19].

### Moscovie (règne d'Ivan III)
Cette période est celle de la montée en puissance de la grande-principauté de Moscou à l'est du grand-duché de Lituanie (qui à cette époque tient la ville de Kiev).
- Date imprécise : le prince de Moscou Ivan III annexe l’État de Viatka, fondé par des émigrants de Novgorod[20].

## Naissances en 1489
- 2 juillet : Thomas Cranmer († 21 mars 1556)
- Août : Le Corrège (Antonio Allegri), peintre italien († 5 mars 1534).

- Michel Bucy, fils illégitime du roi de France Louis XII et d'une inconnue († 8 février 1511).
- Francesco Cigalini, humaniste et astrologue italien (° 5 juillet 1551).
- Guillaume Farel, théologien († 13 septembre 1565).
- Mariangelo Accursio : écrivain, humaniste, philologue et archéologue italien de la Renaissance. († 4 août 1546).

## Décès en 1489
- 26 avril : Yoshihisa Ashikaga, shogun du Japon.
- 15 décembre : Simon Marmion, peintre français d'origine flamande. (° v. 1425).